# Chalcostephia flavifrons
Chalcostephia flavifrons es la única especie del género Chalcostephia, en la familia Libellulidae. La especie está muy extendida en las zonas tropicales del África subsahariana, en hábitats pantanosos de sabana y matorral.